# Mercurey

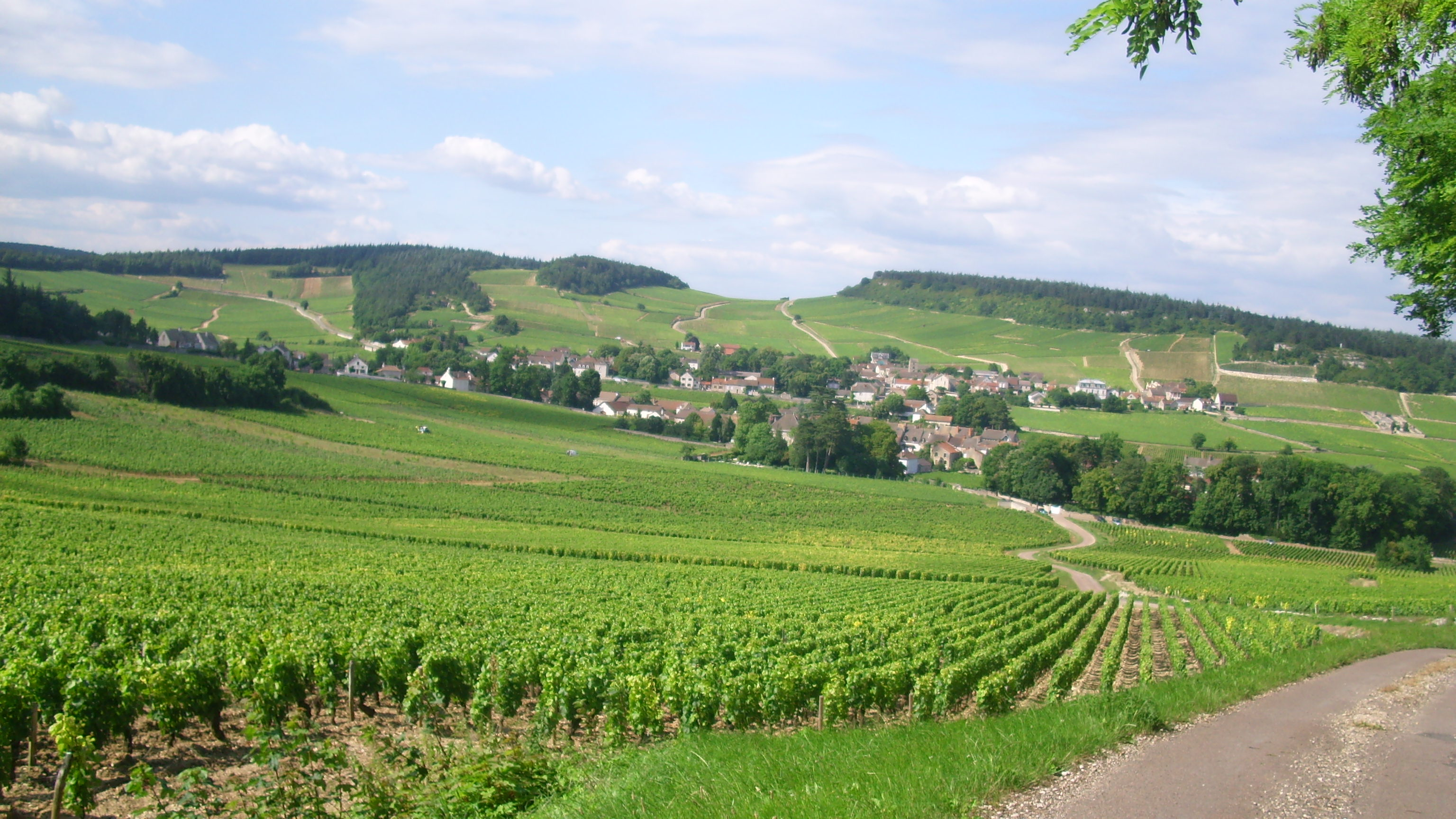
Mercurey

 Mercurey  es una población y comuna francesa, en la región de Borgoña, departamento de Saona y Loira, en el distrito de Chalon-sur-Saône y cantón de Givry.
Es el área más grande productora de vino del Côte Chalonnaise teniendo 30 viñas calidad premier. Aproximadamente el 90% del vino producido es tinto, de la clase de uva Pinot noir.

## Demografía
| 1298 | 1397 | 1414 | 1328 | 1276 | 1269 |
| Para los censos de 1962 a 1999 la población legal corresponde a la población sin duplicidades (Fuente: INSEE [Consultar]) |      |      |      |      |      |